# Reductio ad Hitlerum

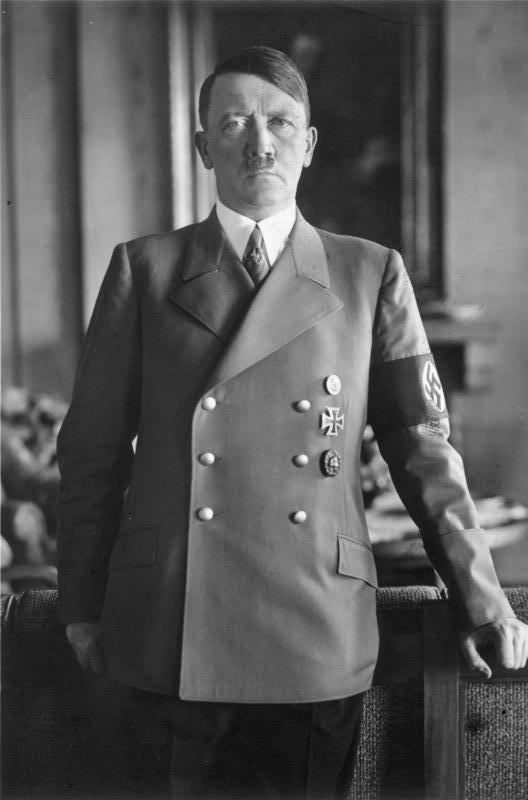
Adolf Hitler

La reductio ad Hitlerum (o reductio ad nazium) è un'espressione ironica che designa, sotto forma di falsa citazione latina, una tattica oratoria mirante a squalificare un interlocutore paragondandolo ad Adolf Hitler o al Partito Nazista. Questa mossa polemica, basata su una fallacia logica riconducibile alla tipologia dell'argumentum ad hominem, può ottenere l'effetto di escludere la persona coinvolta dal campo politico o sociale evitando ogni dibattito di sostanza con questi. L'espressione è stata coniata negli anni cinquanta dallo studioso Leo Strauss, ed è una parafrasi della reductio ad unum.
Il concetto di reductio ad Hitlerum è stato spesso usato in ambito giornalistico.

## Uso
L'errore logico su cui si basa assume la forma "Hitler sosteneva X, per cui X non può che essere malvagio/sbagliato/indesiderabile" oppure "Hitler ha agito così quindi chiunque agisca in maniera simile non può che essere in tutto e per tutto uguale ad Hitler". L'argomentazione porta con sé una carica emotiva e retorica, perché si basa sulla diffusa convinzione che ciò che ha a che fare con Hitler e i nazisti sia automaticamente condannabile, oppure che l'aver agito in un determinato modo (quand'anche deprecabile) renda la persona in tutto e per tutto paragonabile ad Hitler. La tattica viene usata per sviare dalla sostanza dell'argomento discusso in quanto la comparazione tende a distrarre e innervosire l'interlocutore. Una variante della reductio può assumere la forma invertita Hitler avversava X, e dunque X non può che essere buono/giusto/desiderabile.
Si trova una sua estensione su Internet sotto il nome di Legge di Godwin, il cui enunciato recita "Più si prolunga una discussione su Usenet, più la probabilità di trovare un confronto con i nazisti o con Hitler si avvicina a 1" (vale a dire alla certezza matematica).
La retorica ad Hitlerum può essere combinata anche con una Ad Hominem o con argomenti che attaccano personalmente qualcuno. Ragionamenti del tipo "tu ti stai sbagliando, perché Hitler disse qualcosa di simile, dato che Hitler era malvagio quindi anche tu devi essere malvagio" sono doppiamente fallaci e come tali sono anche correlati alla carica emotiva.
Il fatto che l'argomento sia falso, tuttavia, non dimostra necessariamente che X o i suoi sostenitori, nell'esempio precedente, non siano malvagi/sbagliati/indesiderabili. Assumere ciò sarebbe un'altra fallacia, cioè l'affermare il contrario (se A non è B, non è detto che sia C).
Inoltre, l'argomento può essere vero/falso di per sé, non importa che X sia buono o malvagio. Così, "Hitler uccise degli esseri umani, perciò uccidere è sbagliato" è comunque un errore logico, anche se sono veritiere la premessa e la conclusione, poiché non c'è connessione logica fra le due cose; sarebbe come dire "indosso pantaloni, perciò domani pioverà". Questa sentenza è errata da un punto di vista logico, anche se l'interlocutore indossa effettivamente dei pantaloni e il giorno successivo piovesse.
In alternativa a Hitler, nazismo e Olocausto, diverse sono le figure che possono prestarsi allo scopo: criminali, controverse figure politiche o religiose, regimi, atrocità, ideologie. Per esempio, una "Reductio ad Stalinum" potrebbe asserire che la punizione corporale dei bambini sia necessaria perché Iosif Stalin l'abolì. Una “Reductio ad Fascismum” giustificherebbe l’atavica scarsa considerazione presso le classi dirigenti italiane della Capitale d’Italia Roma, in quanto centro mitico e ideale delle retoriche del Fascismo. Altresì giustificherebbe lo stigma contro ogni politica di tipo “centralistico” o di rinnovato protagonismo geopolitico italiano nel Mar Mediterraneo. Similarmente, un esempio di "Reductio ad Cromwellum" potrebbe consistere nell'equiparare l'apprezzamento verso la musica da camera e l'odio per gli irlandesi, mentre una "Reductio ad Osamam" potrebbe equiparare il fare propaganda o l'utilizzo in generale dei media non di massa con il terrorismo. Tali costruzioni non hanno fondamento logico maggiore del dire che i baffi sono indicativi della malvagità di una persona, per il solo fatto che Hitler e Stalin li avevano.

### Contraddittorietà del ragionamento
La natura fallace della Reductio ad Hitlerum è, comunque, facilmente illustrata dall'identificare X con qualcosa che Adolf Hitler o i suoi sostenitori promossero, ma che nella società attuale è considerato etico, per esempio dipingere, possedere cani o essere vegetariani.
Può inoltre essere confutata con controesempi utilizzando figure la cui reputazione è generalmente opposta a quella di Hitler (o chi viene preso a modello):
- Il Primo ministro inglese Sir Winston Churchill, antagonista britannico di Hitler, dipingeva anch'egli.
- Il presidente Franklin Delano Roosevelt e il suo successore Harry Truman, oppositori americani di Hitler, possedevano anch'essi cani.
- Il riformatore pacifista e non-violento indiano, il Mahatma Gandhi, era anch'egli vegetariano.

Inoltre se, ad esempio, si assumesse che un vegetariano non è sano di mente perché Hitler era vegetariano, per coerenza si dovrebbe allora definire folle anche Gandhi in quanto pure lui vegetariano; ma se Gandhi è folle, sempre per la Reductio ad Hitlerum le sue idee pacifiste andrebbero considerate folli e un'ideologia aggressiva e violenta risulterebbe nel giusto, come quella di Hitler. Ma ciò entrerebbe in contraddizione con il fatto che si è partiti dal presupposto che Hitler stesso fosse folle, generando un circolo vizioso insolubile a meno di escludere l'esattezza del ragionamento alla base della Reductio che per assurdo quindi si dimostra fallace.
La fallacia è abbastanza comune da fare in modo che il contro esempio possa essere utilizzato anche senza adeguata spiegazione; per esempio, dicendo dimessamente "certo, e i fascisti facevano arrivare i treni in orario" e aspettandosi che l'ascoltatore capisca il riferimento alla Reductio ad Hitlerum.
Molte qualità o talenti di Hitler potrebbero essere considerati ammirabili se presi singolarmente. Per esempio, è generalmente considerato un eccellente oratore e un organizzatore politico di primo grado, non per questo un attuale ottimo oratore e politico può diventare il nuovo Hitler; sono gli scopi per cui utilizzò questi talenti che l'hanno fatto considerare una delle persone più atroci della storia.
In aggiunta, va ricordato che non tutti gli argomenti che hanno a che fare con Hitler o il nazismo sono delle Reductiones ad Hitlerum, sebbene possano essere lo stesso erronei.
Se, nell'analisi delle contraddizioni, si considerasse il rasoio di Occam, l'analisi stessa sarebbe insensata.
Alcuni esempi:
- "Questo politico è corrotto e disapprova questa idea, perciò l'idea deve essere giusta poiché per questo nuocerebbe ai suoi interessi."
- "Questo sportivo è risultato positivo al doping e ha difeso quel medico da alcune illazioni, quindi non c'è da fidarsi delle parole di innocenza del medico."
- "Quell'assassino dice che X è un suo amico caro, quindi X deve essere un poco di buono."
- "La categoria di persone Y che io disapprovo ideologicamente/eticamente è d'accordo con la proposta fatta da Z, perciò questa proposta deve essere disdicevole o in contrasto con ciò che io penso e va disapprovata anch'essa."
- "Sia Hitler che Stalin erano atei, perciò l'essere atei comporta l'essere malvagi" (affermazione alla quale Richard Dawkins ha ribattuto con la reductio assurda "Sia Hitler che Stalin avevano i baffi, perciò l'avere i baffi comporta l'essere malvagi").

## Alcuni esempi recenti
- Poiché Hitler era non fumatore e fermamente contrario ad ogni tipo di consumo di tabacco e nicotina, all'interno dell'industria produttrice del tabacco si sono più volte rivolte accuse verso i non fumatori e verso le persone contrarie al fumo, paragonandoli ai nazisti.
- Negli Stati Uniti, alcuni gruppi a favore della liberalizzazione delle armi da fuoco come la NRA, hanno più volte accusato le persone che hanno chiesto un maggior controllo sulle armi da fuoco di essere come i nazisti, in quanto il regime nazionalsocialista sarebbe stato tra i primi ad imporre un rigido controllo delle armi da fuoco e una limitazione delle suddette tra la popolazione.
- Il libro pseudostorico del 1996 The Pink Swastika, scritto dagli attivisti statunitensi anti-LGBTQI Scott Lively e Kevin Abrams, sostiene che l'omosessualità avrebbe contribuito alla formazione del nazismo e ai crimini da loro perpetrati e che la maggior parte dei loro vertici avesse tendenze omosessuali (Hitler compreso), creando così un parallelo diretto tra omosessualità e nazismo. Seppur il suo contenuto sia stato smentito e non poggi su prove storiche concrete, il libro rimane popolare tra i movimenti cristiani conservatori e i gruppi omofobi.
- Ahmadinejad viene spesso paragonato a Hitler da politici sia israeliani che americani.[4] Questi accostamenti sono basati sulla traduzione del MEMRI sul suo famoso discorso in cui avrebbe affermato di voler "rimuovere Israele dalle cartine".
- Silvio Berlusconi, nella campagna delle europee del 2014, ha paragonato Beppe Grillo a Hitler[5], sostenendo che i discorsi dei due leader politici sono indistinguibili se si toglie ogni riferimento temporale e la firma alla fine.
- Hillary Clinton in merito alla situazione ucraina paragona il presidente russo Putin ad Adolf Hitler.[6] La critica deve anche considerarsi da inserire nel dibattito sul cosiddetto "tema del rascismo" (o ruscismo) sull'analisi di alcune somiglianze retoriche alla base del fascismo con quelle del governo di Vladimir Putin.
- Anche la rivista TIME, con un editoriale di febbraio 2022, ha paragonato Vladimir Putin a Hitler per lo stesso motivo; a sua volta, anche il presidente russo Putin ha paragonato più volte la politica ucraina al nazismo.